# Erozja wąwozowa

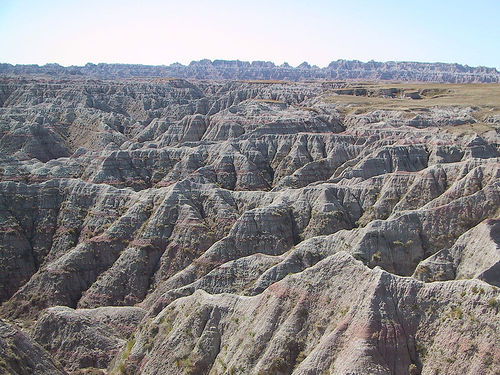
Badlands w Dakocie Południowej

Erozja wąwozowa – procesy erozji prowadzące do powstania linijnych rozcięć, pozbawionych stałego odpływu, a rozwijających się tylko w trakcie silnych opadów. Mechanizm polega na bardzo intensywnym rozmywaniu stoków przez skoncentrowane strugi spływu powierzchniowego, w wyniku czego powstają wąwozy, które niezabezpieczone, podlegają następnie dalszemu silnemu rozwojowi. Erozja wąwozowa jest najintensywniejsza w skałach miękkich, prowadząc w ekstremalnych przypadkach do całkowitej degradacji terenu badlands.
Rozróżnia się cztery stadia rozwoju wąwozów: 
- faza inicjalna – powstaje w terenie stałe żłobinowe zagłębienie o spadku zbliżonym do nachylenia zbocza
- faza młodości – następuje intensywny rozwój formy, powiększający jej rozmiary. Występuje szybki przebieg erozji wstecznej. Wąwóz przyjmuje V-kształtny profil poprzeczny z bardzo stromymi zboczami, na których zachodzą liczne procesy osuwiskowe i denudacyjne. W tef fazie tworzą się wcięcia boczne, a charakter dna jest niewyrównany.
- faza dojrzałości – procesy erozyjne ulegają znacznemu osłabieniu. W dolnym odcinku wąwozu zachodzi akumulacja, gdy w górnym i bocznych odnogach nasilenie erozji jest duże. Na stabilnych skarpach pojawia się roślinność.
- faza starości – procesy erozji liniowej są nieaktywne, a wąwóz przyjmuje formę parowu o U-kształtnym przekroju poprzecznym. Skarpy porastają drzewa i krzewy. Dno formy jest szerokie i płaskie.

Ten typ erozji występuje głównie na południu Polski oraz wszelkich odkrytych powierzchniach stokowych o znacznym nachyleniu. Szacuje się, że w Polsce występuje około 40000 km wąwozów, przy czym ich gęstość osiąga 13km/km² (okolice Zbędowic na Płaskowyżu Nałęczowskim). Na takich obszarach konieczne jest stosowanie zabiegów przeciwerozyjnych np. miejscowe zadarnianie i zadrzewianie, umacnianie zboczy itp.